# Велино (Московская область)
Велино — деревня в Орехово-Зуевском муниципальном районе Московской области. Входит в состав сельского поселения Дороховское. Население — 148 чел. (2010).

## Расположение
Деревня Велино расположена в юго-восточной части Орехово-Зуевского района, примерно в 32 км к юго-востоку от города Орехово-Зуево. Высота над уровнем моря 138 м.

## История
На момент отмены крепостного права деревня принадлежала помещику Головину. После 1861 года деревня вошла в состав Старовской волости Егорьевского уезда. Приход находился в селе Красное.
В 1926 году деревня входила в Велинский сельсовет Красновской волости Егорьевского уезда.
До 2006 года Велино входила в состав Дороховского сельского округа Орехово-Зуевского района.

## Население
В 1885 году в деревне проживало 300 человек, в 1905 году — 342 человека (174 мужчины, 168 женщин), в 1926 году — 503 человека (229 мужчин, 274 женщины). По переписи 2002 года — 152 человека (58 мужчин, 94 женщины).
| 1859 | 1868 | 1885 | 1905 | 1926 | 2002 | 2006 |
| ---- | ---- | ---- | ---- | ---- | ---- | ---- |
| 153  | ↗192 | ↗300 | ↗342 | ↗503 | ↘152 | ↘146 |
| 2010 |      |      |      |      |      |      |
| ↗148 |      |      |      |      |      |      |